# Multishow ao Vivo: Micróbio Vivo
Multishow Ao Vivo: Micróbio Vivo é o segundo álbum ao vivo da cantora e compositora brasileira Adriana Calcanhotto, lançado em 25 de junho de 2012 pela Sony Music. O show de gravação ocorreu no Espaço Tom Jobim na cidade do Rio de Janeiro em 15 de outubro de 2011.O visual do espetáculo é sóbrio, com os músicos vestidos de preto, à exceção de confetes jogados no palco e dos tons da iluminação, branco e azulado. Além dos sambas compostos por Adriana, o repertório do disco inclui as músicas "Dos Prazeres, das Canções" (Péricles Cavalcanti), "Argumento" (Paulinho da Viola) e "Te Convidei Pro Samba" (Pedro Sá, Domenico Lancellotti, Maurício Pacheco). A versão em DVD ainda inclui "Esses Moços" (Lupicínio Rodrigues). 

## Lista de faixas
| N.º            | Título                          | Compositor(es)                                   | Duração  |  |
| 1.             | "Eu Vivo a Sorrir"              | Adriana Calcanhotto                              | 4:31     |  |
| 2.             | "Aquele Plano para Me Esquecer" | Adriana Calcanhotto                              | 4:08     |  |
| 3.             | "Dos Prazeres, das Canções"     | Péricles Cavalcanti                              | 4:11     |  |
| 4.             | "Mais Perfumado"                | Adriana Calcanhotto                              | 4:14     |  |
| 5.             | "Vai Saber?"                    | Adriana Calcanhotto                              | 5:03     |  |
| 6.             | "Já Reparô?"                    | Adriana Calcanhotto                              | 6:02     |  |
| 7.             | "Vem Ver"                       | Adriana Calcanhotto, Dadi                        | 6:03     |  |
| 8.             | "Beijo Sem"                     | Adriana Calcanhotto                              | 4:05     |  |
| 9.             | "Pode Se Remoer"                | Adriana Calcanhotto                              | 5:43     |  |
| 10.            | "Argumento"                     | Paulinho da Viola                                | 6:24     |  |
| 11.            | "Tão Chic"                      | Adriana Calcanhotto                              | 3:03     |  |
| 12.            | "Deixa, Gueixa"                 | Adriana Calcanhotto                              | 5:26     |  |
| 13.            | "Você Disse Não Lembrar"        | Adriana Calcanhotto                              | 5:52     |  |
| 14.            | "Te Convidei Pro Samba"         | Pedro Sá, Domenico Lancellotti, Mauricio Pacheco | 3:10     |  |
| 15.            | "Tá na Minha Hora"              | Adriana Calcanhotto                              | 6:15     |  |
| 16.            | "Maldito Rádio" (Faixa bônus)   | Adriana Calcanhotto                              | 3:31     |  |
| Duração total: | Duração total:                  | Duração total:                                   | 01:17:41 |  |